# Sant Josep de sa Talaia
Sant Josep de sa Talaia egy község Spanyolországban, a Baleár-szigeteken. Sant Josep de sa Talaia Sant Antoni de Portmany és Ibiza községekkel határos. Lakosainak száma 29 664 fő (2024).

## Népesség
A település népessége az elmúlt években az alábbi módon változott:
| Lakosok száma | 15 190 | 17 385 | 19 224 | 22 171 | 23 688 | 25 362 | 25 849 | 27 413 | 28 299 | 29 664 |
|               | 2001   | 2004   | 2006   | 2009   | 2011   | 2014   | 2016   | 2019   | 2021   | 2024   |